# Pereval Chambarakskiy
Pereval Chambarakskiy är ett bergspass i Azerbajdzjan. Det ligger i den västra delen av landet, 400 km väster om huvudstaden Baku. Pereval Chambarakskiy ligger 2 076 meter över havet.
Terrängen runt Pereval Chambarakskiy är kuperad. Närmaste större samhälle är Çatax, 18,9 km nordost om Pereval Chambarakskiy.
Trakten runt Pereval Chambarakskiy består till största delen av jordbruksmark. Runt Pereval Chambarakskiy är det ganska tätbefolkat, med 70 invånare per kvadratkilometer.